# 劉傳經
劉傳經（？年—？年），字石渠，江西省贛縣人，乾隆四十八年（1783年）癸卯科江西鄉試舉人。

## 生平
- 嘉慶元年署郫縣知縣[2]
- 嘉慶四年署清溪縣知縣[3]
- 嘉慶九年，崇慶州知州[4]
- 嘉慶十三年（1808年），任順慶府鄰水縣知縣[5][6]。
- 隆昌縣知縣
- 峨眉縣知縣知縣
- 安岳縣知縣
- 巴州知州